# Robert Elias Fries

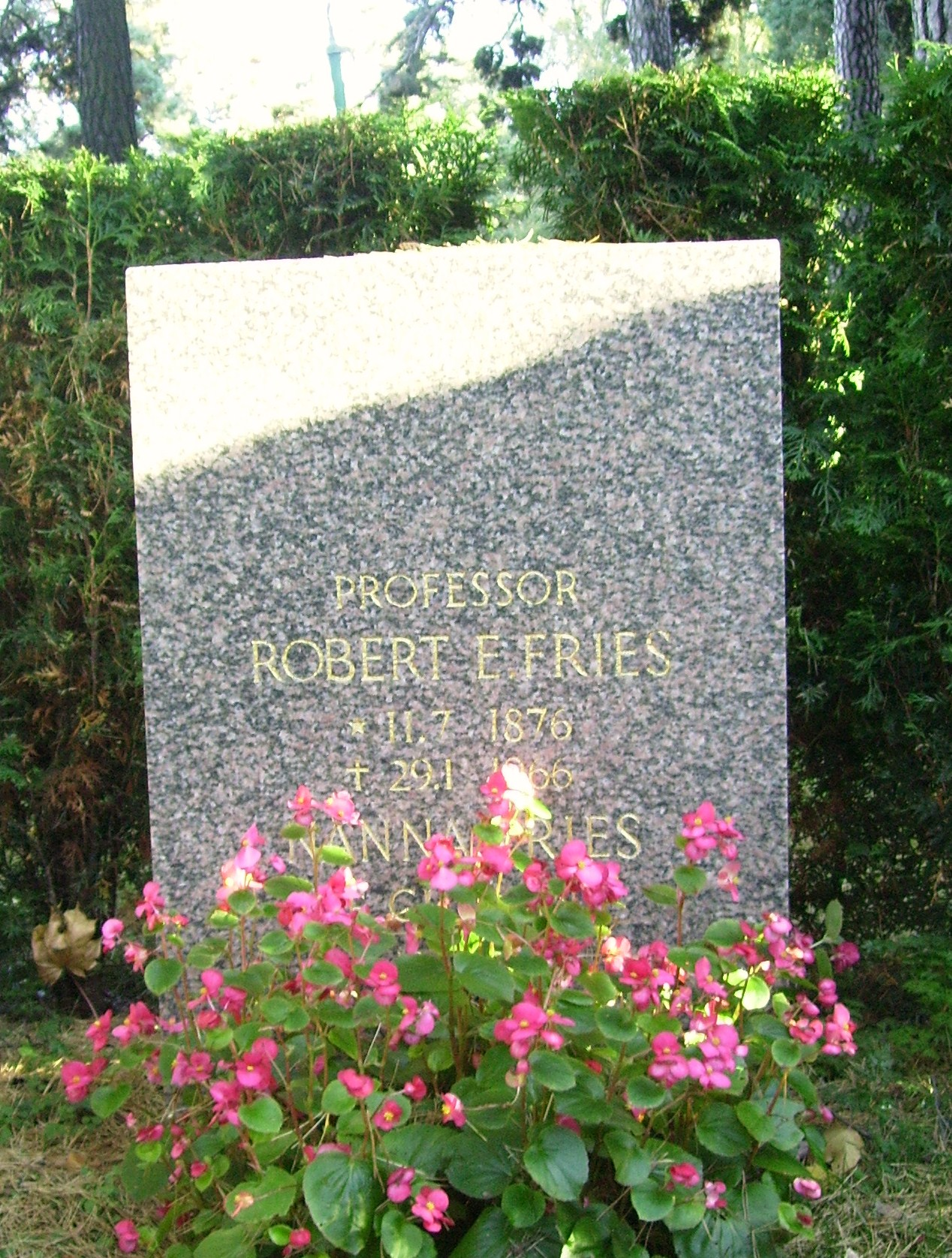
Robert E. Fries gravvård på Norra begravningsplatsen i Solna kommun.

Clas Robert Elias Fries (fil), född den 11 juli 1876 i Uppsala, död den 29 januari 1966 i Stockholm, var en svensk botaniker.

## Biografi
Auktorsnamnet R.E.Fr. kan användas för Robert Elias Fries i samband med ett vetenskapligt namn inom botaniken; se Wikipediaartiklar som länkar till auktorsnamnet.
Han var son till Thore M. Fries och Gustava Fries, född Anjou samt bror till Thore Christian Elias Fries.
Fries blev student 1894 samt filosofie licentiat vid Uppsala universitet 1901, filosofie doktor och docent i botanik 1905, var Regnellsk amanuens vid Riksmuseum 1902-1903, 1904-1907 och amanuens vid Uppsala botaniska trädgård 1908-1911, blev vikarierande lektor vid Högre allmänna läroverket i Uppsala 1912 och lektor 1913 samt professor Bergianus och föreståndare för Bergianska stiftelsen 1915-1944. 
Förutom resor i Europa företog Fries forskningsresor i norra Argentina och Bolivia som medlem av svenska Chaco-Cordiller-expeditionen 1901-1902, genom Afrika (Kap-Alexandria) med Eric von Rosens Rhodesia-Kongoexpedition 1911-1912 och till tropiska Östafrika 1921-1922. Fries invaldes som ledamot av Kungliga Vetenskapsakademien 1926.
I Fries många till övervägande del fytografiska skrifter avhandlas företrädesvis sydamerikanska columniferer, anonacéer, amarantacéer med mera och svampgruppen Myxomycetes (slemsvamparna), från senare år afrikanska grupper, främst i det betydande verket Botanische Untersuchungen (Der schwedischen Rhodesia-Kongoexpedition; 3 delar, 1914-1916) av blandat fytografiskt, ekologiskt och växtgeografiskt innehåll. 
Delvis växtgeografisk var även Fries akademiska avhandling Zur Kenntnis der alpinen Flora im nördlichen Argentinien (1905). I andra arbeten behandlade Fries biologiska, morfologiska och embryologiska ämnen. Vid Linnéjubileet 1907 skrev han om Carl von Linné (i "De största märkesmännen", del 4) jämte ett par andra minnesskrifter om honom.
Fries blev ledamot Vetenskapsakademien 1926, (preses där 1939-1940, vice preses 1942-1951), av Skogs- och Lantbruksakademien 1927, av Fysiografiska sällskapet i Lund 1938 och av ledamot av Vetenskapssocieteten i Uppsala 1950. Mellan 1924 och 1947 var han ordförande i Svenska Linnésällskapet.
Robert Fries gifte sig 1916 med Nanna Curman, dotter till professor Carl Curman och Calla Curman, född Lundström. I äktenskapet föddes Sigurd Fries (1924–2013).